# Kurt Egon von Turegg
Kurt Egon Freiherr von Turegg (* 6. Dezember 1904 in Köln; † 11. Juli 1956, ebenda) war ein deutscher Rechtswissenschaftler, Hochschullehrer und Richter am Bundesverwaltungsgericht.

## Leben
Kurt Egon Freiherr von Turegg absolvierte sein Abitur im Jahr 1923 und studierte im Anschluss Rechtswissenschaften und Philosophie an den Universitäten in Bonn und Frankfurt am Main. Das Studium schloss er mit den beiden Staatsexamina (1927 Frankfurt; 1930 Berlin) ab. 1925 promovierte er mit einer Dissertation über „Die Untersuchungsausschüsse des Reichstages. Zuständigkeit, Verfahren, Untersuchungsmittel“. Im Anschluss war er als Geschäftsleiter des „Verbandes für das Deutschtum im Ausland“ (VDA) tätig. Im Jahr 1944 habilitierte er sich an der Universität Kiel. Er übernahm eine Stelle als Lehrbeauftragter für Kommunalrecht und habilitierte sich 1951 in Köln um. Dort wurde er zum Privatdozenten für Völkerrecht ernannt. Neben seiner akademischen Tätigkeit war von Turegg von 1946 bis 1948 als Beigeordneter der Stadt Köln tätig. Von 1950 bis 1953 war er Richter am Oberverwaltungsgericht Lüneburg und im Anschluss bis zu seinem Tod im Jahr 1956 als Richter am Bundesverwaltungsgericht. Er war Mitglied der SPD.

## Werke (Auswahl)
- Die Untersuchungsausschüsse des Reichstages. Zuständigkeit, Verfahren, Untersuchungsmittel, Frankfurt, Rechtswiss. Diss., 1929.
- Die allierten und assoziirten Hauptmächte. Rechtsform einer gescheiterten Weltordnung, Junker und Dünnhaupt, Berlin 1942.
- Die Militärregierung, Bund-Verlag, Köln, 1948.
- Deutschland und das Völkerrecht. Untersuchungen über Staatsgewalt und Demontagen, Pick, Köln 1948.
- Gefährliche und gefährdete Generalklausel. Über die materiellrechtlichen Grenzen der Verwaltungsklagen, Heymann, Berlin/Köln 1956.
- Lehrbuch des Verwaltungsrechts, 4., neubearb. Aufl. von Erwin Kraus, de Gruyter, Berlin 1962.